# Calamopteryx jeb
Calamopteryx jeb е вид лъчеперка от семейство Bythitidae. Видът не е застрашен от изчезване.

## Разпространение и местообитание
Разпространен е в Еквадор (Галапагоски острови).
Обитава крайбрежията на тропически води, скалисти дъна на морета и рифове. Среща се на дълбочина от 3 до 25 m, при температура на водата около 22,3 °C и соленост 34,6 ‰.